# Пружинно-кулачковая муфта

Конструкция пружинно-кулачковой муфты

Муфта пружинно-кулачковая — самоуправляемая предохранительная муфта, которая состоит из двух размещённых на концах валов полумуфт, взаимодействующих между собой с помощью радиально расположенных на их торцах выступов и впадин (зубьев), одна из полумуфт подвижна в осевом направлении и прижата к другой полумуфте пружиной.

## Конструкция
В конструкции, изображённой на рисунке, ведущая полумуфта (1) сопрягается с ведомой (2) через зубья (3). Ведомая полумуфта может свободно перемещаться в продольном направлении по валу. При отведении подвижной полумуфты от взаимодействия с неподвижной валы могут вращаться независимо. Прижатие ведомой полумуфты к ведущей обеспечивается пружиной (4) с регулируемым усилием сжатия. Кулачки выполняют с трапециевидным профилем малой высоты с углом наклона рабочих граней 45…60°.
Размеры муфт подбирают по ГОСТ 15620-93 или выбирают конструктивно. Этот стандарт распространяется на предохранительные кулачковые муфты общемашиностроительного применения, которые предназначены для защиты приводов при передаче крутящего момента от 4 до 400 Н•м в любом пространственном положении, климатических исполнений В и Т и категорий сопряжения с валом 1-3 (1 — шпоночное соединение, 2 — шлицевое прямостороннее соединение, 3 — шлицевое эвольвентное соединение), климатических исполнений УХЛ и О категории 4 по ГОСТ 15150.
Пример условного обозначения предохранительной кулачковой муфты с номинальным крутящим моментом 63 Н•м диаметром посадочного отверстия 25 мм исполнения 1 климатического исполнения В и категории 3
Муфта 63-25-У3 ГОСТ 15620-93.

## Принцип работы
При перегрузке муфты осевая составляющая силы Fa на гранях кулачков превышает прижимную силу пружины и муфта многократно проскакивает кулачками, создавая звуковой эффект, сигнализируя о срабатывании механизма муфты. При высокой надёжности работы таких муфт повторные срабатывания кулачков приводят к их ускоренному износу, вследствие чего такие муфты используют для небольших нагрузок и частот вращения.

## Расчёт
От действия окружной силы Ft в зацеплении возникает осевая сила Fa=Fttgα, которая стремится раздвинуть полумуфты и вывести их из зацепления. Этому противодействует сила пружины F и сила трения в кулачках и шлицевом или шпоночном соединении. С учётом этих сил условия равновесия полумуфты (2) можно записать в виде:
{\displaystyle F={\frac {2KM}{D}}[\tan(\alpha -\rho )\ -{\frac {D}{d}}f_{2}],}
где: α — угол наклона рабочих граней кулачков;
ρ — угол трения в зацеплении кулачков (6…8°);
f2 — коэффициент трения в шлицевом соединении (~0,15);
D — средний диаметр кулачков;
K — динамический коэффициент нагрузки;
d — диаметр вала посадки полумуфты.
В соответствии с величиной силы F выбирают пружину.

## Применение
Такие муфты предназначены для препятствования перегрузке механизмов машин. Муфты пружинно-кулачковые ставят как можно ближе к месту возможного возникновения перегрузки; они могут работать только при строгой соосности валов. Одной из наиболее отработанных конструкций этого типа муфт является предохранительная муфта в патронах для метчиков.